# Scarabaeus zagrosensis
Scarabaeus zagrosensis är en skalbaggsart som beskrevs av Olivier Montreuil 2006. Scarabaeus zagrosensis ingår i släktet Scarabaeus och familjen bladhorningar. Inga underarter finns listade i Catalogue of Life.